# Jeroen Stekelenburg
Jeroen Stekelenburg (Vinkeveen, 26 mei 1974) is een Nederlands sportjournalist. Hij werkt sinds 2004 als verslaggever voor Studio Sport en maakt reportages voor het sportdocumentaireprogramma Andere Tijden Sport. Stekelenburg is vooral bekend als verslaggever rondom duels van het Nederlands elftal. Ook doet hij verslag van grote atletiektoernooien. In het verleden was Stekelenburg aanwezig bij schaatswedstrijden.
Sinds 1995 maakte hij al montages voor Studio Sport. In zijn eerste jaren als verslaggever verscheen Stekelenburg niet in beeld. Later werd dit steeds vaker. Zo was hij onder meer verslaggever bij de Tour de France. Vanaf 2015 is Stekelenburg een van de vaste verslaggevers bij wedstrijden van het Nederlands voetbalelftal, wat voorheen Jack van Gelder deed. Sinds het WK Atletiek 2013 is Stekelenburg aanwezig bij atletiekwedstrijden.
Op de Olympische Winterspelen 2018 werd Stekelenburg naar Pyeongchang gestuurd voor het schaatsen, naast verslaggever Bert Maalderink. De rolverdeling tussen de twee werd steeds onduidelijker. Maalderink was ook nog steeds verslaggever bij het Nederlands elftal. In oktober 2018 werd besloten dat Maalderink vanaf het nieuwe seizoen vast het schaatsen doet, Stekelenburg zal de enige verslaggever bij het Nederlands elftal zijn. Hiermee komt een einde aan de rol van Stekelenburg bij het schaatsen.

## Familie
Zijn vader was Jan Stekelenburg, oud eindredacteur van Studio Sport, zijn oudere broer is voetbaltrainer Maarten Stekelenburg en zijn halfbroer is Milan van Dongen, verslaggever bij ESPN. Hoewel dikwijls gedacht, is de voetbaldoelman Maarten Stekelenburg geen familie. Stekelenburg heeft een relatie met Tess Warmerdam. Samen hebben zij een zoon (geboren oktober 2021) en een dochter (geboren juli 2024). Tess heeft ook een zoon uit een eerdere relatie.

## Nominaties
Stekelenburg werd tweemaal genomineerd voor de Sonja Barend Award voor beste televisie-interview. In 2016 met een interview met Dafne Schippers na afloop van haar Olympische race. In 2018 met een interview met bondscoach Dick Advocaat na de verloren interland met Frankrijk.